# Liste von Persönlichkeiten der Stadt Québec
Diese Liste zählt Personen auf, die in der kanadischen Stadt Québec geboren wurden sowie solche, die in Québec gewirkt haben, dabei jedoch andernorts geboren wurden. Die Liste erhebt keinen Anspruch auf Vollständigkeit.

## Söhne und Töchter der Stadt

### Bis 1800

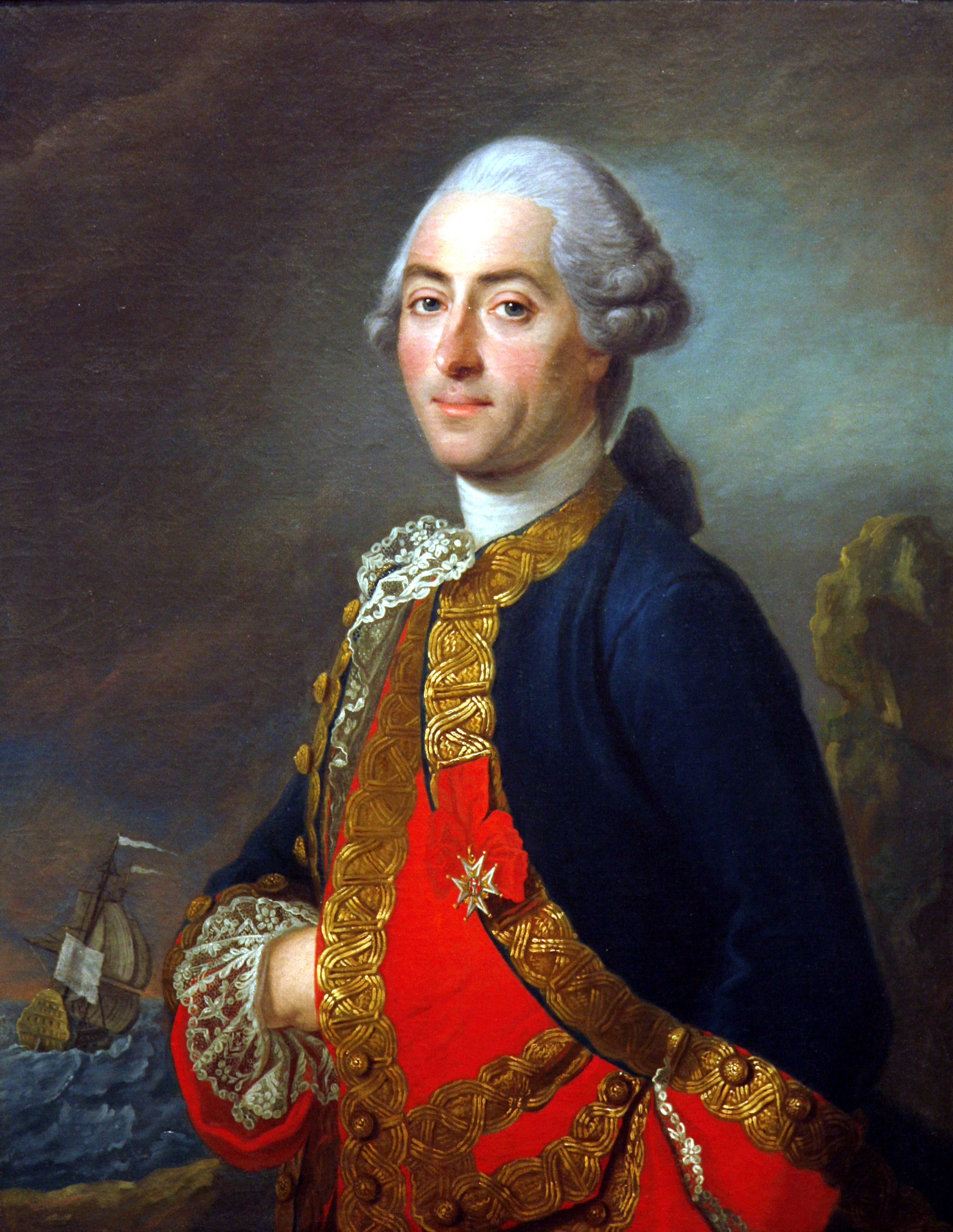
Louis-Philippe de Rigaud de Vaudreuil
(1691–1763)

- Louis Jolliet (1645–1700), Entdecker und Kartograf
- Louis-Philippe de Rigaud de Vaudreuil (1691–1763), französischer Adliger und Marineoffizier
- Pierre de Rigaud (1698–1778), Generalgouverneur
- Gordon Drummond (1772–1854), Kolonialadministrator
- Charles-Michel de Salaberry (1778–1829), Offizier und Politiker
- Thomas David Morrison (1796–1856), Politiker

### 19. Jahrhundert

#### 1801 bis 1850

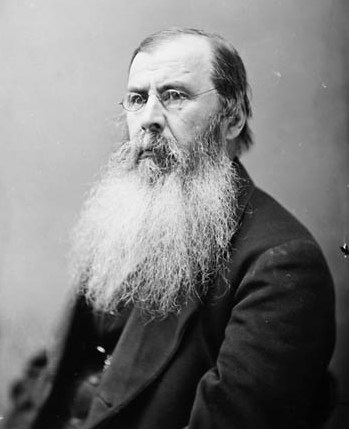
Joseph-Édouard Cauchon
(1816–1885)

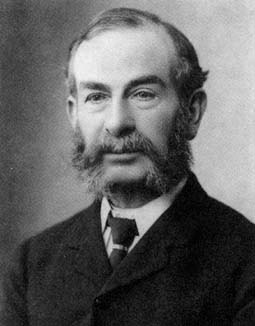
Edward Routh
(1831–1907)

- Narcisse-Fortunat Belleau (1808–1894), Politiker
- François-Xavier Garneau (1809–1866), Notar, Lyriker und Historiker
- Jean-Chrysostome Brauneis jr. (1814–1871), Komponist und Organist
- Joseph-Édouard Cauchon (1816–1885), Politiker
- Edward John Horan (1817–1875), römisch-katholischer Bischof von Kingston
- Pierre-Joseph-Olivier Chauveau (1820–1890), Politiker
- Hector-Louis Langevin (1826–1906), Politiker
- Octave Crémazie (1827–1879), Lyriker, Schriftsteller und Buchhändler
- John Jones Ross (1831–1901), Politiker
- Edward Routh (1831–1907), englischer Mathematiker und Naturphilosoph
- Octave Chatillon (1832–1906), Pianist, Organist, Komponist und Dramatiker
- Alfred Garneau (1836–1904), Lyriker und Rechtsanwalt
- Auguste-Réal Angers (1837–1919), Politiker
- Josiah Grout (1841–1925), Politiker
- Adolphe-Philippe Caron (1843–1908), Politiker
- William Pirrie, 1. Viscount Pirrie (1847–1924), Schiffbauer und Politiker

#### 1851 bis 1900

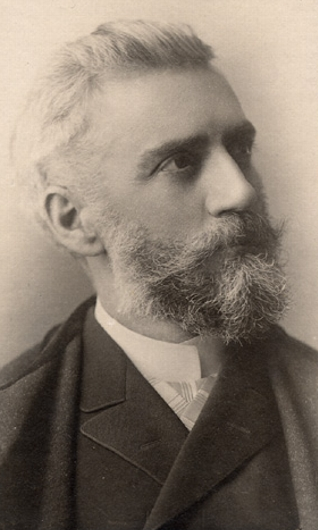
Charles Huot
(1855–1930)

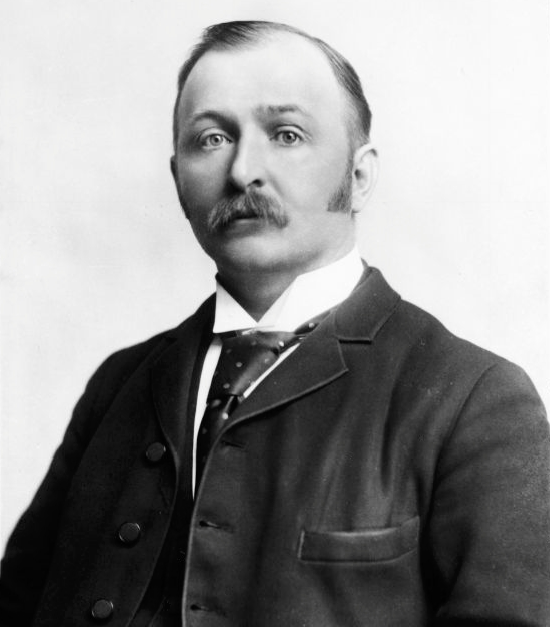
Simon-Napoléon Parent
(1855–1920)

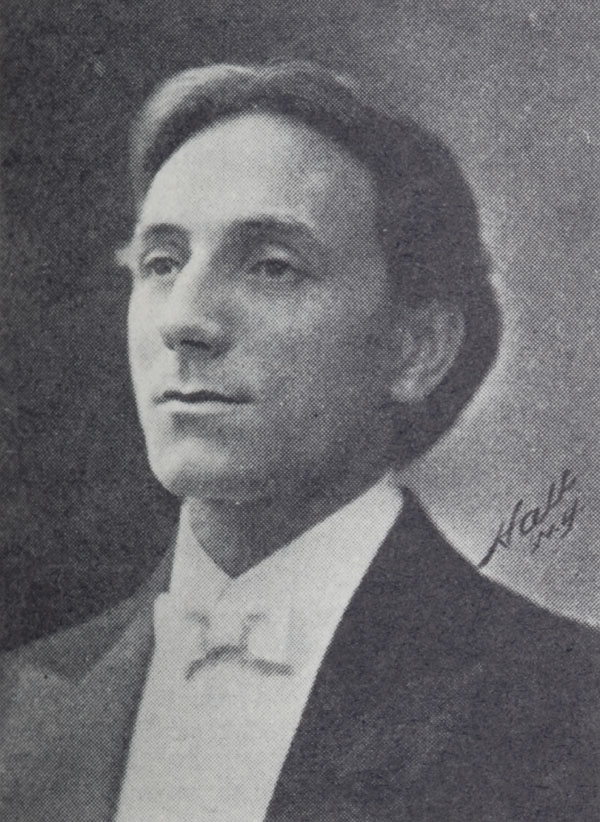
Orphée Langevin
(≈1880 – n. 1920)

- Charles Huot (1855–1930), Maler und Illustrator
- Simon-Napoléon Parent (1855–1920), Politiker
- Louis-Alexandre Taschereau (1857–1952), Politiker
- George Comer (1858–1937), Waljäger, Polarforscher, Ethnologe, Kartograf und Fotograf
- Joseph-Alexandre Gilbert (1867–1950), Geiger und Musikpädagoge
- François-Xavier Mercier (1867–1932), Sänger, Musikpädagoge und Komponist
- Charles Macpherson Dobell (1869–1954), Offizier der British Army
- Camille Couture (1876–1961), Violinist und Geigenbauer
- Blanche DuBuisson (* 1879; † nach 1952), Sängerin und Schauspielerin
- Damase DuBuisson (1879–1945), Sänger und Schauspieler
- Lucile Watson (1879–1962), Schauspielerin
- Orphée Langevin (* um 1880; † nach 1920), Sänger
- Antonio Létourneau (1885–1948), Organist
- Albert Chamberland (1886–1975), Violinist und Komponist
- Henri Gagnon (1887–1961), Organist, Komponist und Musikpädagoge
- Placide Morency (1887–1980), Sänger
- Berthe Roy (1889–1951), Pianistin und Musikpädagogin
- Omer Létourneau (1891–1983), Organist und Pianist
- Edmond Trudel (1892–1977), Dirigent und Pianist
- Georges-Émile Tanguay (1893–1964), Organist, Musikpädagoge und Komponist
- Félix-Antoine Savard (1896–1982), Schriftsteller, Folklorist und Hochschullehrer
- Robert Taschereau (1896–1970), Politiker und Richter
- Rolland-Georges Gingras (1899–1964), Organist und Komponist

### 20. Jahrhundert

#### 1901–1930
- Robert LeBel (1905–1999), Eishockeyfunktionär
- Maurice Roy (1905–1985), römisch-katholischer Erzbischof von Québec
- Raoul Jobin (1906–1974), Sänger und Musikpädagoge
- Alfred Pellan (1906–1988), Maler
- Noël de Mille (1909–1995), Ruderer
- Marthe Lapointe (1910–?), Geigerin und Sängerin
- René Bégin (1912–1981), Politiker
- Jean Lesage (1912–1980), Politiker
- Henri Brouillet (1915–2010), Mediziner
- Yves Theriault (1915–1983), Schriftsteller
- Marthe Létourneau (1916–1998), Sängerin und Musikpädagogin
- Paul Létourneau (1916–2001), Cellist und Musikpädagoge
- Pierre Sévigny (1917–2004), Politiker
- Fernand Lacroix (1919–1994), römisch-katholischer Bischof von Edmundston
- Émile Genest (1921–2003), Schauspieler und Komödiant
- Jean Létourneau (1921–2018), Hornist, Sänger, Chorleiter und Musikpädagoge
- Bryce Mackasey (1921–1999), Politiker
- Jean Benoît (1922–2010), Künstler
- Jacques Normand (1922–1998), Sänger und Entertainer
- Alys Robi (1923–2011), Sängerin
- Claude Létourneau (1924–2012), Geiger und Musikpädagoge
- Gerry McNeil (1926–2004), Eishockeyspieler
- Françoys Bernier (1927–1993), Dirigent, Pianist und Musikpädagoge
- Claire L’Heureux-Dubé (* 1927), Rechtswissenschaftlerin, Richterin und Hochschullehrerin
- Serge Garant (1929–1986), Komponist und Dirigent
- Marcel Pronovost (1930–2015), Eishockeyspieler

#### 1931–1950

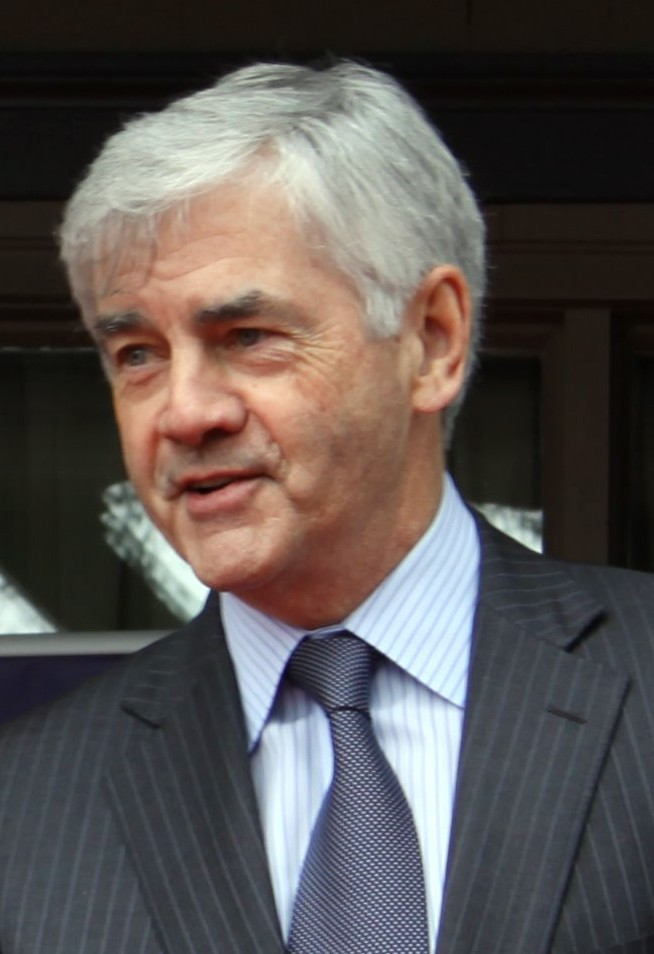
Lawrence Cannon
(* 1947)

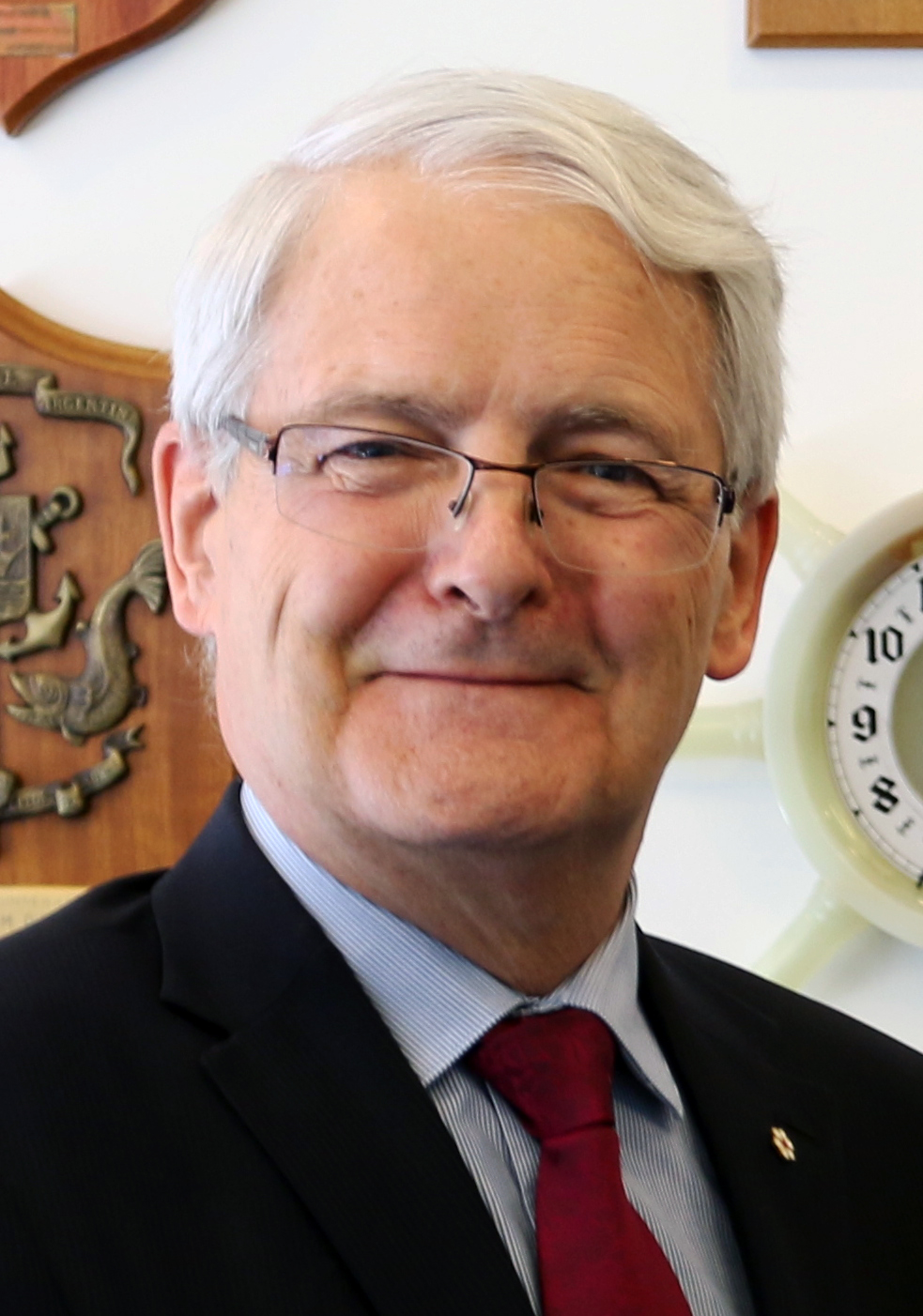
Marc Garneau
(1949–2025)

- Gaston Germain (1933–2015), Sänger und Musikpädagoge
- Camille Henry (1933–1997), Eishockeyspieler
- Ginette Seguin (* 1934), Skirennläuferin[1]
- Fernand Labrie (1937–2019), Mediziner
- Jacques Bienvenue (* 1938), Autorennfahrer
- Jean-Claude Labrecque (1938–2019), Kameramann und Filmregisseur
- Marie-Claire Blais (1939–2021), Schriftstellerin
- Louis LeBel (1939–2023), Jurist und Richter am Obersten Gerichtshof von Kanada
- Marc Bélanger (* 1940), Geiger, Bratschist, Arrangeur, Komponist und Musikpädagoge
- Michael Sarrazin (1940–2011), Schauspieler
- Jacques Simard (1941–2009), Oboist
- Michel Côté (* 1942), Politiker
- Marcel Roy (* 1942), Radrennfahrer
- J. Michel Doyon (* 1943), Jurist, Historiker, Hochschullehrer und Politiker
- Paul Ladouceur (1944–2025), frankokanadischer Politikwissenschaftler und orthodoxer Theologe
- Guy Bélanger (* 1946), Sänger und Dirigent
- Lawrence Cannon (* 1947), Politiker
- Jules Béland (* 1948), Radrennfahrer
- Marc Garneau (1949–2025), Astronaut
- Pauline Marois (* 1949), Politikerin
- Denis Bédard (* 1950), Organist und Komponist

#### 1951–1960

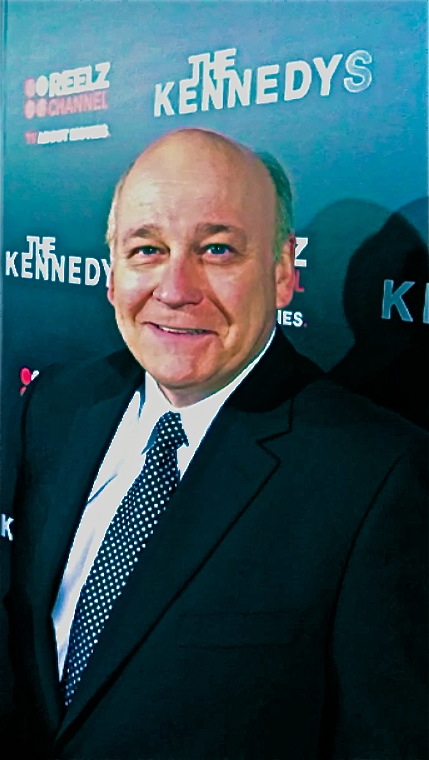
Serge Houde
(* 1953)

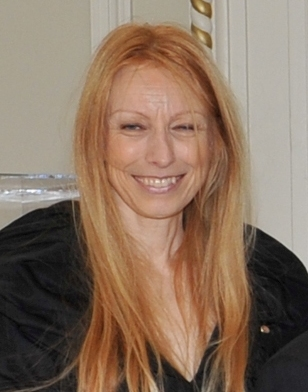
Marie Chouinard
(* 1955)

- Jacques Richard (1952–2002), Eishockeyspieler
- Gaëtan Dugas (1953–1984), Steward bei Air Canada, früher AIDS-Patient
- Serge Houde (* 1953), Schauspieler
- Serge Proulx (* 1953), Radrennfahrer
- Derek Smith (* 1954), Eishockeyspieler
- Réjean Lemelin (* 1954), Eishockeyspieler
- Gaétan Turcotte (1954–2022), Wasserballspieler
- Marie Chouinard (* 1955), Tänzerin und Choreografin
- Stéphane Dion (* 1955), Politiker, Soziologe und Autor
- Robert Normandeau (* 1955), Komponist
- Yves Simoneau (* 1955), Filmregisseur und Drehbuchautor
- Guy Chouinard (* 1956), Eishockeyspieler, -trainer und -funktionär
- Rick Martel (* 1956), Wrestler
- Pierre Tanguay (* 1956), Jazz- und Improvisationsmusiker
- Robert Lepage (* 1957), Theaterregisseur
- Andres Türler (* 1957), Politiker
- Jacques Thibault (* 1958), Eisschnellläufer und Shorttracker
- Guy Laliberté (* 1959), Unternehmer
- Michel Lambert (* 1959), Musiker
- Yves Laroche (* 1959), Freestyle-Skier
- Norm MacDonald (1959–2021), Schauspieler und Drehbuchautor
- Raymond Laflamme (1960–2025), Theoretischer Physiker

#### 1961–1970

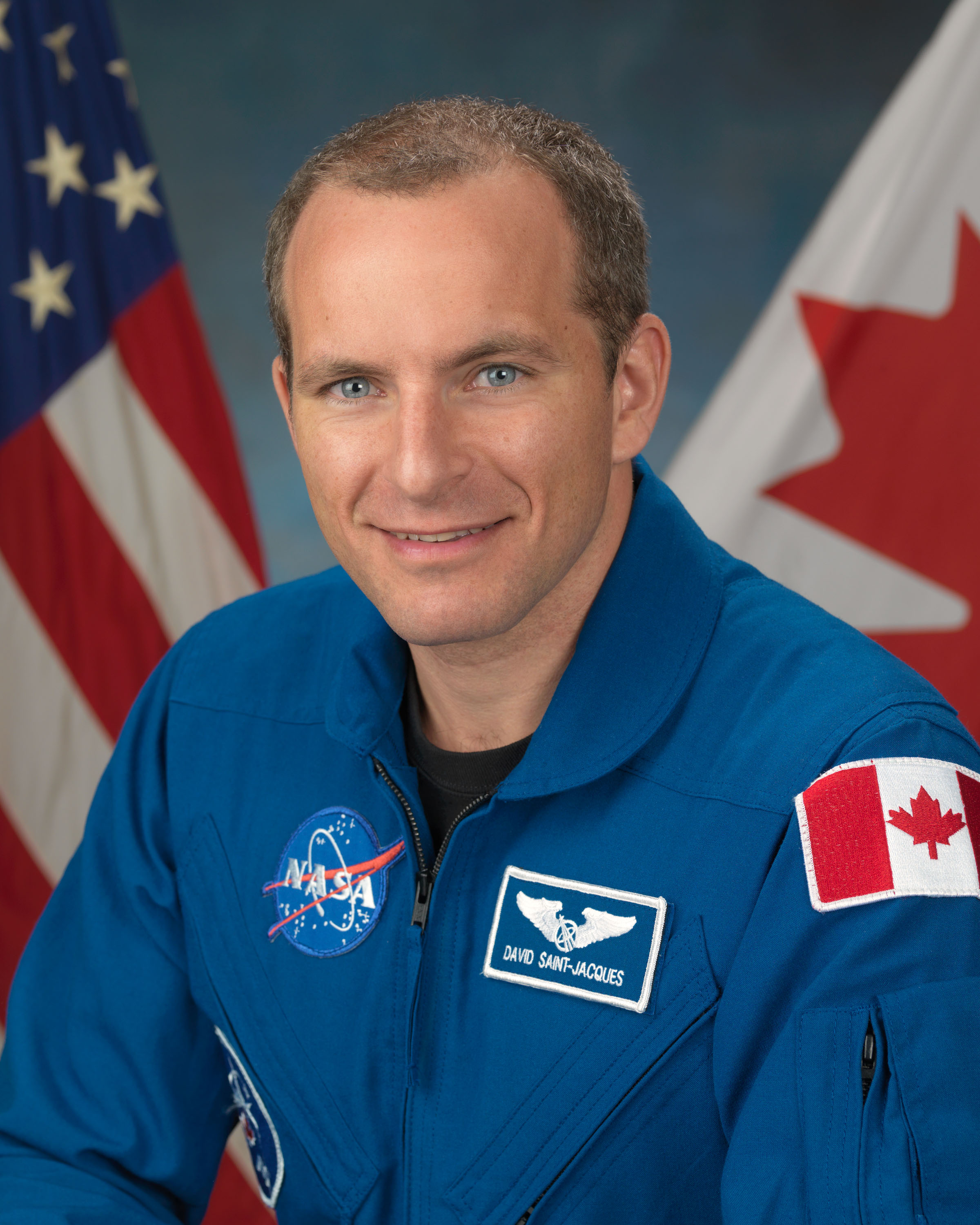
David Saint-Jacques
(* 1970)

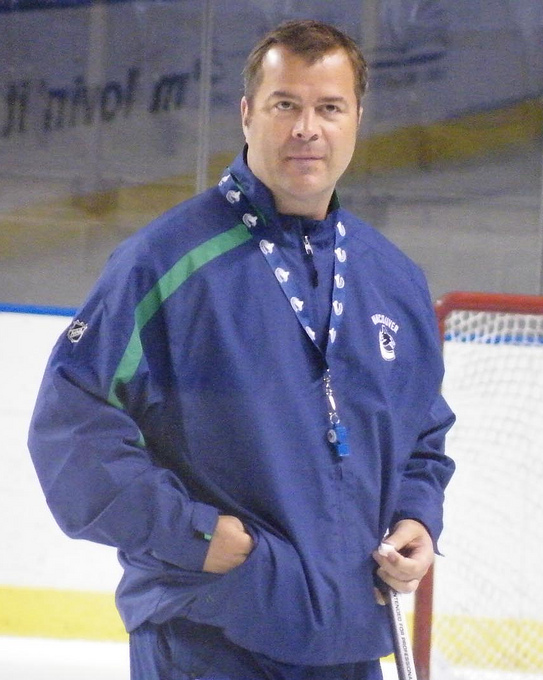
Alain Vigneault
(* 1961)

- Dominique Laroche (* 1960er), Freestyle-Skier
- Jean Leloup (* 1961), Rockmusiker
- Yvan Mathieu (* 1961), römisch-katholischer Ordensgeistlicher, Weihbischof in Ottawa-Cornwall
- Normand Rochefort (* 1961), Eishockeyspieler
- Alain Vigneault (* 1961), Eishockeyspieler
- Lucie Barma (* 1962), Freestyle-Skierin
- Gaétan Duchesne (1962–2007), Eishockeyspieler
- Pierre Rioux (* 1962), Eishockeyspieler und -trainer
- Kevin Dineen (* 1963), Eishockeyspieler
- François Giguère (* 1963), Eishockeyspieler
- Alain Laroche (* 1963), Freestyle-Skier
- Jean Tailleur (* 1963), römisch-katholischer Geistlicher, Weihbischof in Québec
- Natalie Grenier (* 1964), Eisschnellläuferin
- Guy Thibault (* 1964), Eisschnellläufer
- Jean-Yves Duclos (* 1965), Wirtschaftswissenschaftler und Politiker
- Patrick Roy (* 1965), Eishockeyspieler
- Sylvain Côté (* 1966), Eishockeyspieler
- Ben Lamarche (* 1966), Eisschnellläufer und Shorttracker
- Philippe Laroche (* 1966), Freestyle-Skier
- Mario Doyon (* 1968), Eishockeyspieler und -trainer
- Marie-Pierre Lamarche (* 1968), Eisschnellläuferin
- Jean-Nicolas Verreault (* 1968), Schauspieler
- Myriam Bédard (* 1969), Biathletin
- Michel Picard (* 1969), Eishockeyspieler
- Martin Deschamps (* 1970), Rocksänger
- Stéphane Robitaille (* 1970), Eishockeyspieler
- David Saint-Jacques (* 1970), Astronaut

#### 1971–1980

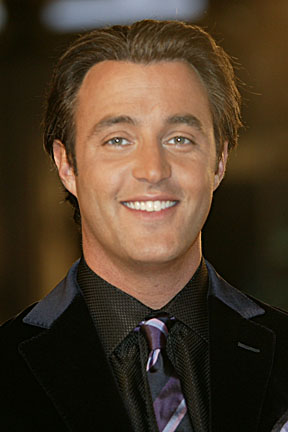
Ben Mulroney
(* 1976)

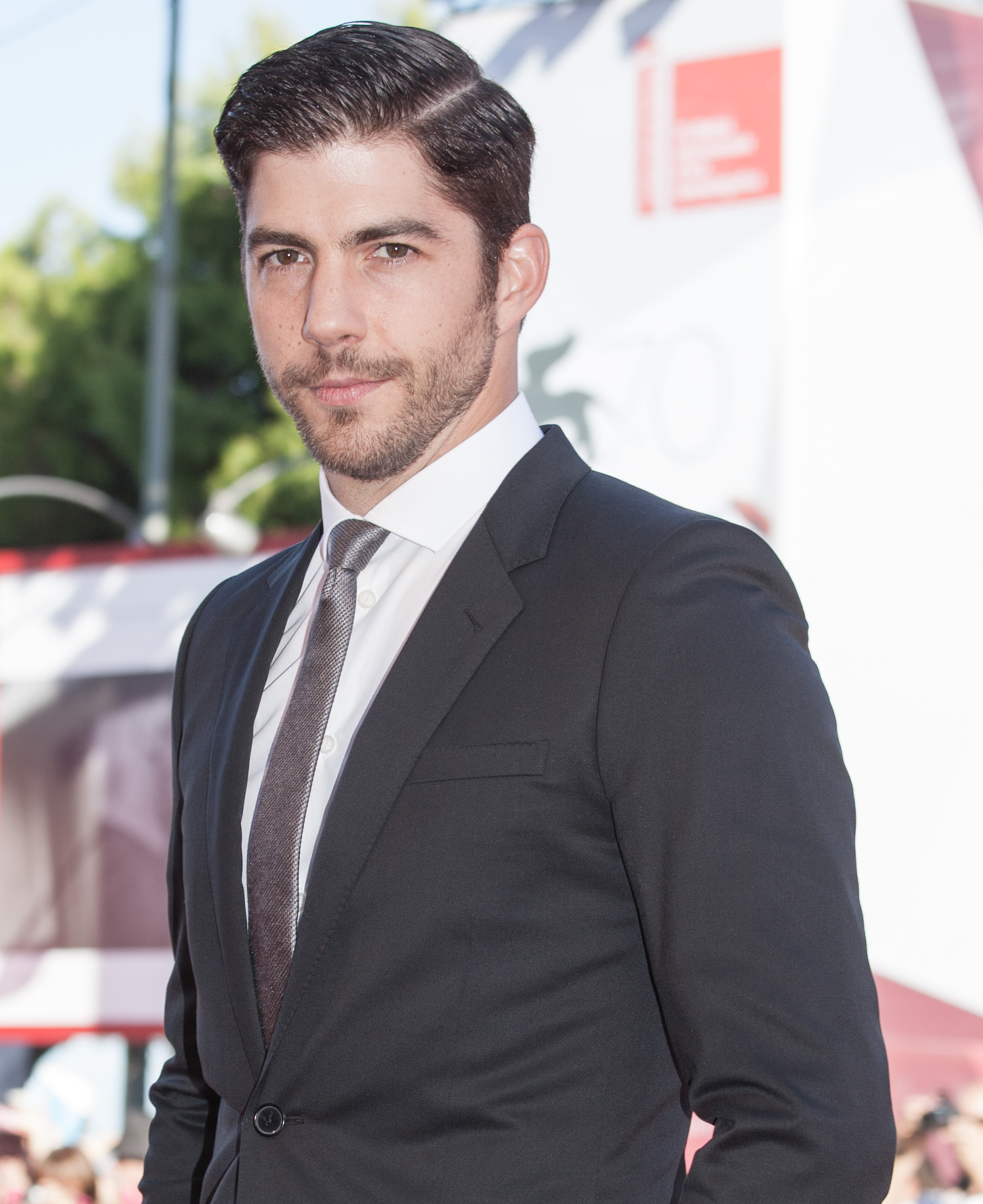
Pierre-Yves Cardinal
(* 1978)

- Martin Achard (* 1971), Philosophiehistoriker auf dem Gebiet der antiken Philosophie
- Francis Leclerc (* 1971), Regisseur
- Caroline Olivier (* 1971), Freestyle-Skierin
- Robert Guillet (* 1972), Eishockeyspieler
- Patrick Fillion (* 1973), Illustrator und Comicautor
- Sylvain Neuvel (* 1973), Science-Fiction-Autor
- Pascal Rhéaume (* 1973), Eishockeyspieler
- Ben Mulroney (* 1976), Fernsehmoderator
- Martin Biron (* 1977), Eishockeyspieler
- Marc Chouinard (* 1977), Eishockeyspieler
- Louis-José Houde (* 1977), Humorist
- Marie-Hélène Prémont (* 1977), Mountainbikerin
- Lyne Beaumont (* 1978), Synchronschwimmerin
- Maxim Boilard (* 1978), Kanute[2]
- Pierre-Yves Cardinal (* 1978), Schauspieler[3]
- Patrick Couture (* 1978), Eishockeyspieler
- François Fortier (* 1979), Eishockeyspieler
- Fanny Létourneau (* 1979), Synchronschwimmerin
- Anne Maltais (* 1979), Shorttrackerin
- Jame Pollock (* 1979), Eishockeyspieler
- Mathieu Biron (* 1980), Eishockeyspieler
- Simon Gagné (* 1980), Eishockeyspieler

#### 1981–1990

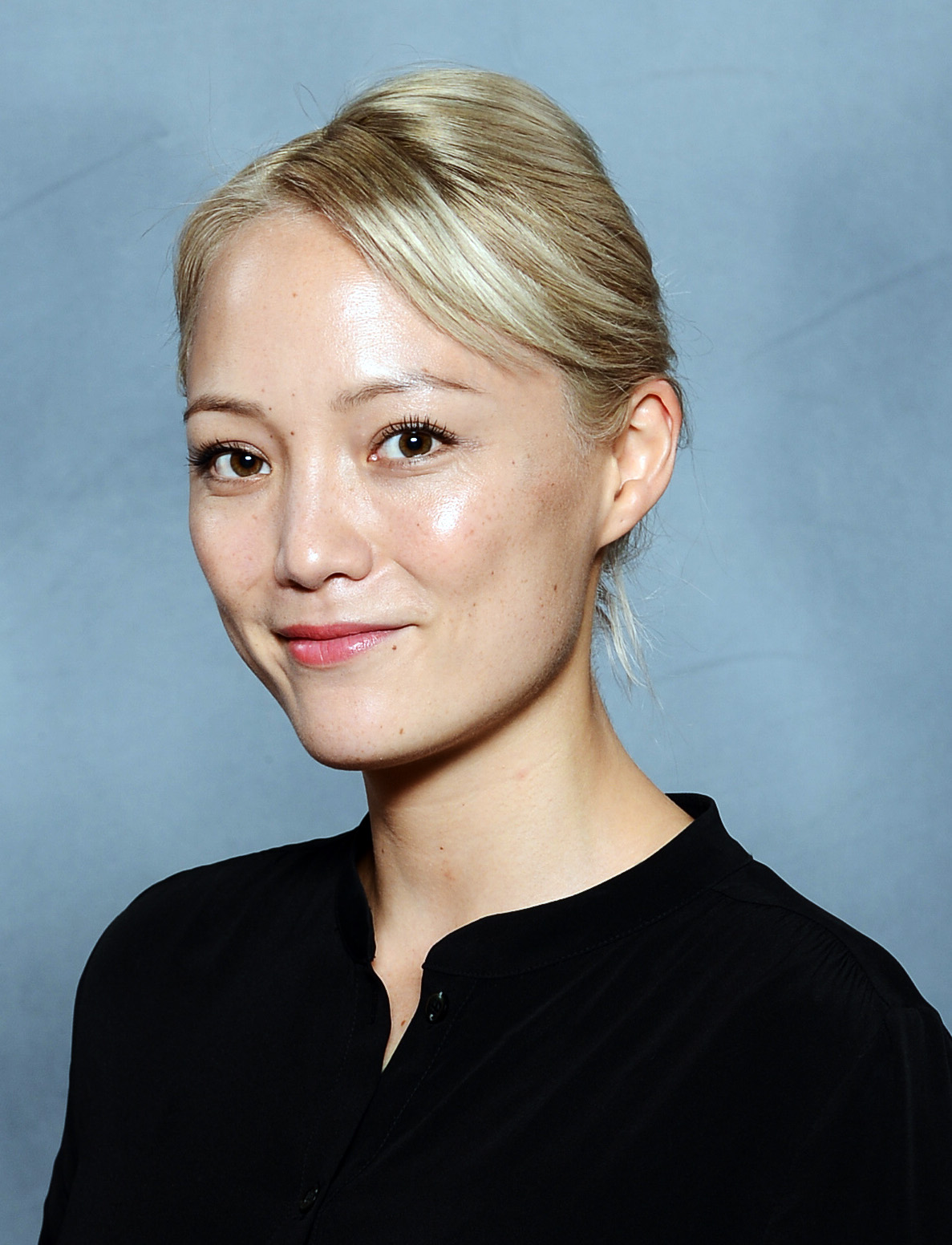
Pom Klementieff
(* 1986)

- Geneviève Castrée (1981–2016), Comiczeichnerin
- Alexandre Giroux (* 1981), Eishockeyspieler
- Maxime Ouellet (* 1981), Eishockeyspieler
- Jean-Philippe Côté (* 1982), Eishockeyspieler
- Yan Stastny (* 1982), Eishockeyspieler
- Kathy Tremblay (* 1982), Triathletin
- Sol Zanetti (* 1982), Politiker
- Hugo Lemay (* 1983), Snowboarder
- Pierre-Olivier Beaulieu (* 1984), Eishockeyspieler
- François Coulombe-Fortier (* 1984), Taekwondoin
- Vincent Marquis (* 1984), Freestyle-Skier
- Patrice Bergeron (* 1985), Eishockeyspieler
- Steve Bernier (* 1985), Eishockeyspieler
- Marc-Antoine Pouliot (* 1985), Eishockeyspieler
- Dany Roussin (* 1985), Eishockeyspieler
- Paul Stastny (* 1985), Eishockeyspieler
- Marie-Pier Beaudet (* 1986), Bogenschützin
- David Desharnais (* 1986), Eishockeyspieler
- Pierre-Ludovic Duclos (* 1986), Tennisspieler
- Pom Klementieff (* 1986), französische Schauspielerin
- Karen Paquin (* 1987), Rugbyspielerin[4]
- David Veilleux (* 1987), Radrennfahrer
- Kim Lamarre (* 1988), Freestyle-Skierin
- Élise Marcotte (* 1988), Synchronschwimmerin[5]
- Audrey Robichaud (* 1988), Freestyle-Skierin
- Philippe Marquis (* 1989), Freestyle-Skier
- Jonathan Marchessault (* 1990), Eishockeyspieler
- Charles Philibert-Thiboutot (* 1990), Leichtathlet

#### 1991–2000

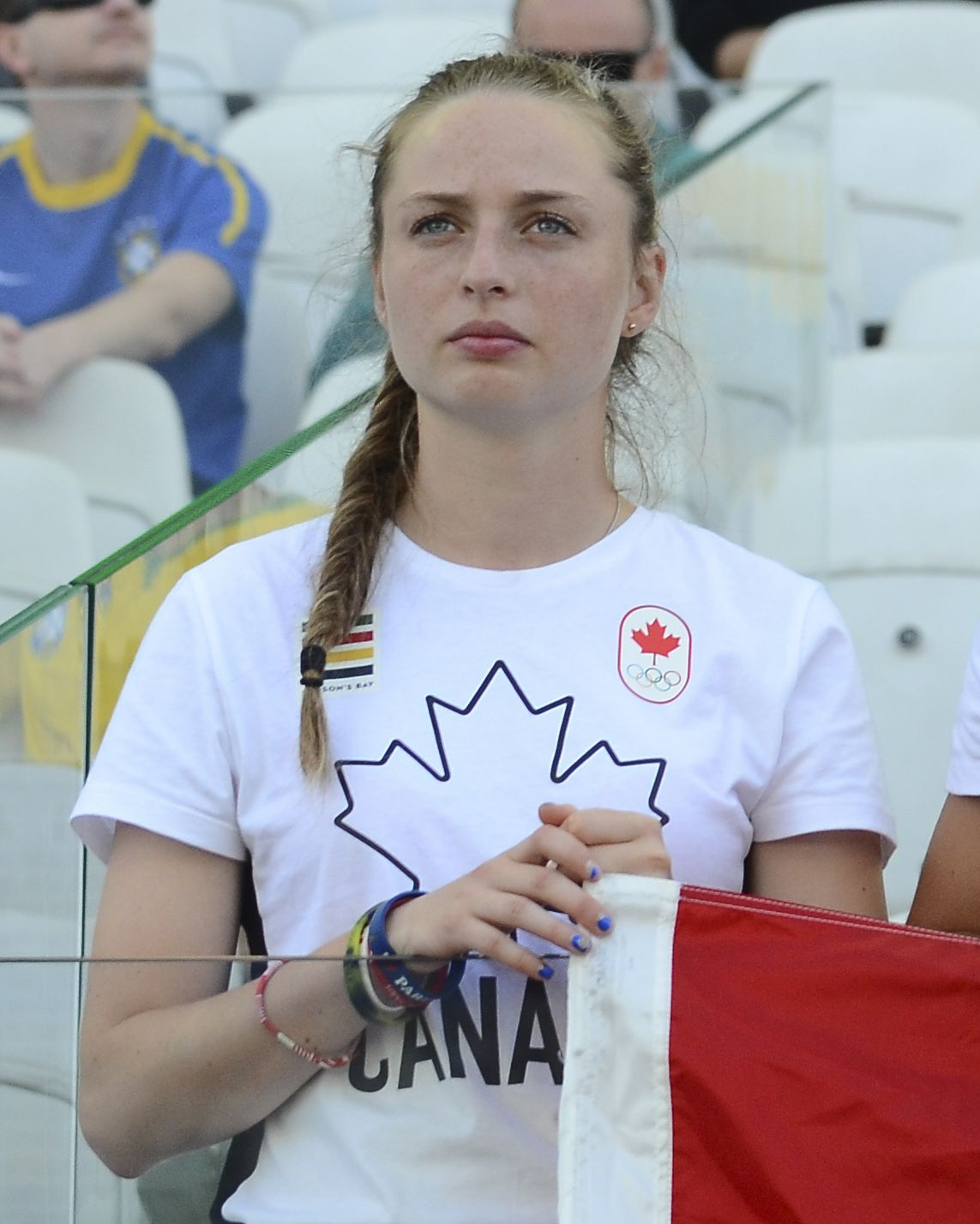
Gabrielle Carle
(* 1998)

- Marie-Philip Poulin (* 1991), Eishockeyspielerin
- Audrey Vaillancourt (* 1991), Biathletin
- Myriam Marcotte (* 1992), Fußballschiedsrichterin
- Anthony Jackson-Hamel (* 1993), Fußballspieler
- Alexandre St-Jean (* 1993), Eisschnellläufer
- Alex Beaulieu-Marchand (* 1994), Freestyle-Skier
- Laurence St-Germain (* 1994), Skirennläuferin
- Lewis Irving (* 1995), Freestyle-Skier
- Adam Lamhamedi (* 1995), kanadisch-marokkanischer Skirennläufer
- Alexandre Carrier (* 1996), Eishockeyspieler
- Laurent Dumais (* 1996), Freestyle-Skier
- Gabrielle Carle (* 1998), Fußballspielerin
- Jean-Simon Desgagnés (* 1998), Leichtathlet
- Simone Boilard (* 2000), Radrennfahrerin

## Personen, die mit der Stadt in Verbindung stehen
- Cornelius David Krieghoff (1815–1872), einer der bekanntesten kanadischen Maler des 19. Jahrhunderts, er wohnte hier
- Erik Guay (* 1981), Skirennläufer
- Maryse Ouellet (* 1983), Wrestlerin
- Hugo Houle (* 1990), Straßenradrennfahrer